# Алексеева, Алиса Вячеславовна
Алиса Вячеславовна Алексеева (род. 7 июля 2006, Уфа) — российская фристайлистка, член сборной Республики Башкортостан по фристайлу.

## Награды и медали
- Чемпионат России по фристайлу (Ярославль, 2022), дисциплина «командная акробатика» — группа смешанная, бронзовый призёр[1] (в личном зачёте чемпионата заняла четвёртое место в дисциплине «акробатика»[2])
- III  Российско-Китайские молодежные зимние игры (Чанчунь, 2022) «Фристайл, акробатика»(личные) 1 место – Алиса Алексеева, (девушки)1 место – Алиса Алексеева, Ксения Шаронова (Россия),(смешанный состав) 2 место – Ксения Шаронова, Алиса Алексеева, Артем Потапов (Россия)
- Представляет Республику Башкортостан, выступает за СШОР по горнолыжному спорту г. Уфы

```
Первенство России 2023 год,Красноярск.второе место
IV Кубок России,2023год,
```

Ярославль-третье место
VI Кубок России 2023 год Москва- 1 место. 
VII Кубок России 2023 Ярославль+1 место. 
Общий зачëт Кубка России серебряный призёр. 
Чемпионат России-дисциплина командная акробатика-группа смешанная-серебряный призëр(Ярославль 2023 год) 
В личном зачёте Чемпионата России в дисциплине акробатика-второе место. 
Спартакиада  сильнейших дисциплина командная акробатика-группа смешанная 2024 г. -первое место.
Чемпионат России 2024г. второе место в личном зачёте в дисциплине акробатика 
Общий зачёт Кубка России 2024 в дисциплине акробатика -2 место 